# Антон Кузманов
Антон Кузманов – Доньо е български футболист и треньор.

## Клубна кариера
Играе за тима на Шипка (София), като през 1939 г. печели Царската купа. В Националната футболна дивизия записва 33 мача и вкарва 2 гола.
През ноември 1939 г. преминава в югославския отбор Йединство Белград. През сезон 1940/41 отборът играе в шампионата на Сърбия, като Кузманов вкара един гол. Поради окупирането на Югославия от германската армия обаче емигрира в Словакия, където е играещ треньор на отбора на ВАШ Братислава. По време на престоя си участва в антифашистката съпротива в страната.
През 1944 г. се завръща в България и играе за Чавдар (София). В периода октомври – ноември 1948 г. е нещатен старши треньор на Септември при ЦДВ. Това става по покана на капитана на тима Нако Чакмаков. Кузманов е първият, който води тактико-технически тренировки в армейския клуб. Треньорската професия обаче не блазни бившия футболист и скоро той е заменен на поста от Крум Милев.
След края на кариерата си се връща към основната си професия – инженер-строител. Умира на 2 декември 2005 г.

## Национален отбор
Единствения си мач за националния отбор записва на 2 октомври 1938 г. при загуба от Германия с 1:3.